# شاديات الأعشاب
شاديات الأعشاب (الاسم العلمي: Locustellidae)، هي فصيلة من الطيور تتبع رتبة العصفوريات. أنواع هذه الطيور صغيرة نسبياً وتمتلك ذيلاً طويلاً نوعاً ما. تحتوي على 11 جنساً.